# EJ Onu
Ejiofor Johnson Onu (* 31. Juli 1999) ist ein amerikanischer Profi-Basketballspieler, der für Bamberg Baskets in der deutschen Basketballliga (BBL) spielt. Er spielte College-Basketball für die Shawnee State Bears.

## Frühes Leben
Ejiofor Onu wurde als Sohn nigerianischer Eltern geboren und wuchs in der Nähe von Cleveland, Ohio, auf. Er begann im Alter von 14 Jahren mit dem Basketballspielen und war als High-School-Neuling unter 1,91 m groß.
Onu spielte für die Richmond Heights High School in Richmond Heights, Ohio, und wurde von der Associated Press mit der Division IV All-Northeast Lake District-Auszeichnung geehrt. In der High School lief er auch Leichtathletik.

## College-Karriere
In seiner ersten Saison an der Shawnee State stellte Onu mit 11 Blocks gegen die University of the Cumberlands einen Rekord für ein einzelnes Spiel auf. Als Neuling erzielte er durchschnittlich 9,4 Punkte, 5,2 Rebounds und die landesweit führenden 3. 4 Blocks pro Spiel und wurde von der Mid-South Conference (MSC) zum Defensivspieler des Jahres und zum Neuling des Jahres gewählt.
Er stellte einen Saisonrekord für Blocks auf.
In seinem zweiten Studienjahr erzielte er durchschnittlich 12 Punkte, 6,5 Rebounds und 3,1 Blocks pro Spiel. Onu wurde in das Second Team All-MSC gewählt.
Als Junior erzielte Onu durchschnittlich 11,7 Punkte, 7,8 Rebounds und 5,7 Blocks pro Spiel und war damit landesweit führend. Er erhielt eine Honorable Mention National Association of Intercollegiate Athletics (NAIA) All-American, First Team All-MSC und MSC Defensive Player of the Year.
Als Senior erzielte Onu durchschnittlich 16,9 Punkte, 8,1 Rebounds und 4,5 Blocks pro Spiel und wurde als First Team NAIA All-American, MSC Player of the Year und First Team All-MSC ausgezeichnet.
Zum dritten Mal wurde er zum MSC Defensive Player of the Year ernannt und war landesweit führend bei Blocks. Onu wurde Shawnee State's Rekordhalter in Sachen Blocks, während er bei den Punkten und Rebounds den dritten Platz belegte.
Er verhalf seinem Team zum Gewinn der nationalen NAIA-Meisterschaft.
Nach der Saison meldete sich Onu für den NBA-Draft 2021 an, behielt aber seine Spielberechtigung am College und trat in das Transfer-Portal ein.
Am 6. Juli 2021 gab er bekannt, dass er im Draft bleiben würde.

## Professionelle Spielerkarriere
Texas Legends (2021–2022)
Nachdem er im NBA-Draft 2021 nicht gedraftet wurde, schloss sich Onu den Dallas Mavericks für die NBA Summer League an.
Am 21. August 2021 gaben die Mavericks bekannt, dass sie Onu unter Vertrag genommen hatten, aber am 4. September wurde er von den Mavericks freigestellt. Am 15. Oktober 2021 kehrte er nach Dallas zurück, wurde aber einen Tag später wieder freigestellt.
Am 23. Oktober unterschrieb er bei den Texas Legends als Mitgliedsspieler. Onu wurde dann am 13. Januar 2022 von den Legends freigestellt.
Memphis Hustle (2022)
Am 14. Januar 2022 wurde Onu über den verfügbaren Spielerpool von den Memphis Hustle erworben. In 25 Spielen erzielte er durchschnittlich 5,96 Punkte und 3,72 Rebounds.
Niagara River Lions (2022)
Am 5. April 2022 unterschrieb Onu bei den Niagara River Lions in der kanadischen Elite-Basketball-Liga. Er wurde zum CEBL-Defensivspieler des Jahres ernannt, nachdem er mit durchschnittlich 3,3 Blocks pro Spiel einen Ligarekord aufgestellt hatte und Niagara als eines der besten Defensivteams der Liga etablierte.
Rückkehr nach Memphis (2022–2023)
Onu schloss sich den Memphis Grizzlies für die NBA Summer League 2022 an. Am 4. November 2022 wurde Onu in das Eröffnungsspiel der Memphis Hustle berufen.
Santa Cruz Warriors (2023)
Am 22. Januar 2023 wurde Onu im Austausch gegen Tremont Waters zu den Santa Cruz Warriors gewechselt.
Rückkehr zu den Niagara River Lions (2023)
Am 4. April 2023 kehrte Onu zu den Niagara River Lions zurück.
Brose Bamberg (2023–2024)
Am 14. Juli 2023 unterzeichnete Onu mit Brose Bamberg der easyCredit BBL.
Río Breogán (2024–2025)
Am 29. Juni 2024 unterschrieb er bei Río Breogán von der Liga ACB. Am 1. Januar 2025 wurde bekannt gegeben, dass Onu und Breogán ihre Zusammenarbeit beenden.
Legia Warschau (2025)
Onu unterschrieb einen Vertrag mit Legia Warschau aus der polnischen Basketball-Liga (PLK).
BMA 365 Bamberg Baskets (Seit 2025)
EJ Onu unterzeichnete einen Einjahresvertrag bei den BMA 365 Bamberg Baskets.